# Hannah Riddell
Hannah Riddell (1855-1932) est une missionnaire anglaise qui a consacré sa vie aux lépreux du Japon.

## Biographie

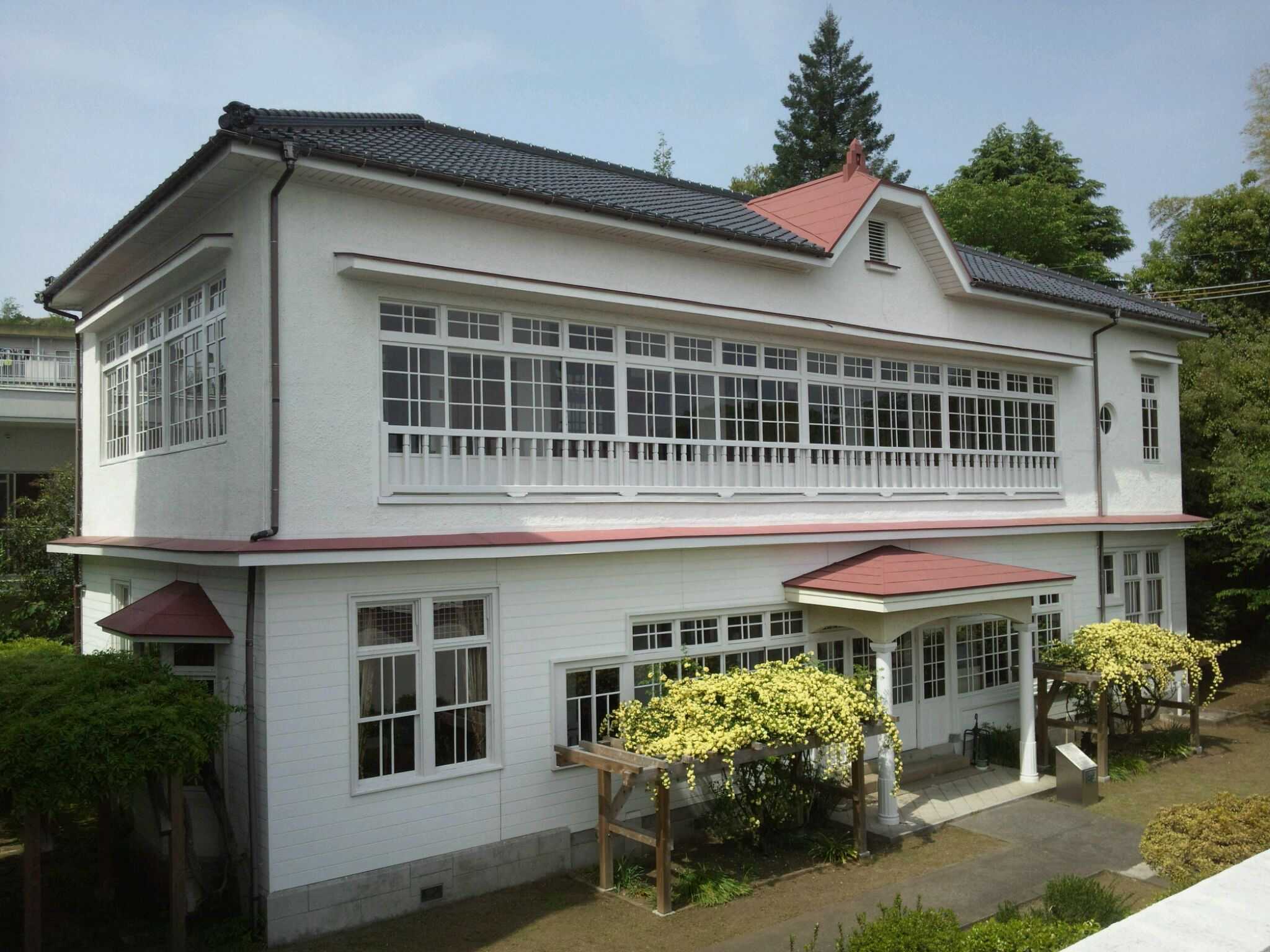
Riddell and Whight Memorial (Kumamoto, Japon).

### Jeunesse et arrivée au Japon
Hannah Riddell naît en 1855 à Barnet, alors un village au nord de Londres. Son père est sergent dans l'armée responsable de la formation de la milice locale.
En 1877, la famille déménage à Mumbles, dans le sud du pays de Galles, et Hannah et sa mère fondent une école privée. L'école a du succès pendant un certain temps, mais en 1889, elle fait faillite. Le prochain emploi d'Hannah est celui de surintendante de la YWCA de Liverpool. En 1890, elle est choisie par la Church Mission Society (CMS) pour être missionnaire au Japon. Elle arrive au Japon en 1891 et est transférée à Kumamoto, sur l’Île de Kyūshū.
À Honmyō-ji, le temple le plus populaire de Kumamoto, elle voit des malades de la lèpre demander la charité et se décide à consacrer sa vie à leurs soins, tout en les cachant et les isolant.

### Hôpital Kaishun
Hannah contacte avec succès des personnes influentes telles que des dirigeants de la CMS, des professeurs d'université, des industriels et des hommes politiques, et, plus tard, la famille impériale du Japon. Elle crée un cercle de partisans tels que Grace Nott, l'une des cinq missionnaires venues au Japon avec elle, et les professeurs Honda et Kanazawa, qui l'aident à obtenir le terrain. Fonder un hôpital est une tâche extrêmement difficile, mais l'hôpital Kaishun (connu en anglais sous le nom de "Kumamoto Hospital of the Resurrection of Hope") ouvre ses portes le 12 novembre 1895. Les négociations avec la CMS ont été laborieuses, mais en 1900, Hannah prend le contrôle de l'hôpital, et quitte la CMS. Elle consacre le reste de sa vie à la collecte de fonds pour l'hôpital. 
Le début de la guerre russo-japonaise en 1904 entraîne une grande crise financière. Les donateurs anglais, craignant des problèmes à cause de la flotte de navires de guerre russes approchant du Japon, cessent immédiatement d'envoyer de l'argent au Japon. Cependant, le marquis Okuma, qui avait fait don de nombreux cerisiers et érables pour le terrain de l'hôpital, s'associe au vicomte Shibusawa pour inviter de nombreux fonctionnaires et personnalités au Club des banquiers de Tokyo pour écouter l'appel d'Hannah Riddell. Lors de la réunion, le professeur Kanazawa parle au nom de Riddell, indiquant que l'hôpital Kaishun est un bon hôpital qui mérite d'être soutenu, puisque Riddell est indépendante de la CMS. Comme effet direct de la réunion, les problèmes financiers de Riddell prennent fin.
La première loi japonaise sur la prévention de la lèpre est promulguée en 1907. En 1914, Riddell écrit dans une longue lettre au marquis Okuma : « Je pense que les dépenses gouvernementales ne coûteraient pas plus qu'une seule canonnière et que les dépenses annuelles pourraient être couvertes par une taxe d'environ un sen (un centième de yen ) sur chaque personne dans le pays. Le gain pour le Japon et pour l'humanité serait incommensurable."

### Autres activités à Kusatsu, Okinawa et Kumamoto
Hannah Riddell s'intéresse au travail missionnaire, indépendamment de la CMS. Elle envoie des missionnaires à Kusatsu, une station thermale où se réunissent les lépreux. Plus tard, Mary Cornwall Legh, une autre missionnaire anglicane anglaise, y accomplit un travail substantiel. Elle envoie également Keisai Aoki, un patient chrétien, à Okinawa, où, malgré de grandes difficultés, il réussit à construire un abri, ce qui conduit à la création du sanatorium de lépreux d'Okinawa Airakuen.
Bien que la collecte de fonds soit retardée par le déclenchement de la Grande Guerre en Europe, en 1924, une église anglicane de style japonais est construite dans l'enceinte de l'hôpital Kaishun. Officiellement consacrée par l'évêque de Kyushu, Arthur Lea, le 24 juin, l'église est caractérisée par une longue rampe d'accès pour chaises roulantes importée d'Angleterre.
En 1918, Riddell crée le premier laboratoire de recherche scientifique au Japon pour l'étude de la lèpre.

### Ada Wright
Ada Wright, la nièce d'Hannah Riddell, arrive au Japon en 1896 et collabore avec elle dans la gestion de son travail pour les lépreux. Après la mort de Riddell en 1932, Wright devient directrice de l'hôpital Kaishun. En 1940, cependant, elle est interrogée par la police sur sa possession d'une radio à ondes courtes et le 3 février 1941, la fermeture de l'hôpital est soudainement déclarée. Les patients sont transférés au sanatorium de Kyushu (Kikuchi Keifuen). En avril, Ada Wright s'enfuit en Australie. Elle revient au Japon en juin 1948 et décède en 1950. Les cendres d'Hannah Riddell et d'Ada Wright sont enterrées dans l'enceinte de l'hôpital.

## La politique de ségrégation sexuelle de Riddell pour les malades de la lèpre
La lèpre est une maladie chronique causée par Mycobacterium leprae. Une thérapie efficace est découverte en 1941 par Faget, après la mort de Riddell. Traditionnellement, le Japon et les léprologues japonais de l'époque adoptaient une politique de ségrégation, mais la pensée de Riddell était particulièrement forte sur ce point. Elle croyait fermement que le seul moyen d'éradiquer la lèpre au Japon était la ségrégation des sexes, et elle insistait fortement sur ce point. Elle était même contre la formation de relations amicales entre patients masculins et féminins. D’après Kensuke Mitsuda, un léprologue réputé, Riddell croyait que ce qui avait mis fin à la lèpre en Angleterre au Moyen Âge était l'abolition légale de la cohabitation des sexes. Les patients de l'hôpital de Kaishun acceptaient leur isolement, mais ils pouvaient rendre visite à leur famille lorsque cela était recommandé.

## Œuvre littéraire
Riddell, en collaboration avec Fanny B. Greene, MF Kirby et d'autres, a rédigé le livre Iwaya's Fairy Tales of Old Japan (1903), version anglaise d'Iwaya Sazanami (ja)Nihon mukashi banashi de. Iwaya lui-même et d'autres bibliographies mentionnent aussi Tsuda Umeko comme collaboratrice.